# 尼尔斯·阿德勒克罗伊茨
尼尔斯·阿德勒克罗伊茨（瑞典語：Nils Adlercreutz，1866年7月8日—1955年9月27日），瑞典男子马术运动员。他曾代表瑞典参加1912年夏季奥林匹克运动会马术比赛，获得团体三日赛金牌。